# Adolf Lüderitz (Schiff)
Die Adolf Lüderitz war ein Schnellbootbegleitschiff der deutschen Kriegsmarine. Sie war benannt nach dem Bremer Kaufmann Adolf Lüderitz (1834–1886), dessen Landerwerb im Jahre 1883 im heutigen Namibia im folgenden Jahr zur Gründung des deutschen Schutzgebiets Deutsch-Südwestafrika führte.

## Vorgeschichte
Für ihre wachsende Zahl von Schnellbooten benötigte die Reichsmarine bzw. später die Kriegsmarine entsprechend ausgerüstete Begleitschiffe für jede Flottille, die den Bootsbesatzungen als Unterkunft und den Booten als Kraftstoff-, Torpedo-, Minen-, Munitions-, Frischwasser- und Verpflegungsdepot dienten. Zunächst behalf man sich ab 1927 mit dementsprechend umgebauten alten Tender Nordsee, der 1934 durch die neu gebaute Tsingtau ersetzt wurde. Im Januar 1939 kam die Tanga als zweites Schiff hinzu. 1938 orderte die Kriegsmarine zwei weitere, aber erheblich größere und schnellere S-Boot-Begleitschiffe, die Adolf Lüderitz und ihr Schwesterschiff Carl Peters.

## Bau und Technische Daten
Die Adolf Lüderitz wurde 1938 bei der A.G. Neptun in Rostock auf Kiel gelegt, lief am 20. Februar 1939 vom Stapel, und wurde am 11. Juni 1940 unter dem Befehl von Kapitänleutnant Möbes als Begleitschiff der 3. Schnellboot-Flottille in Dienst gestellt. Sie war 114 Meter lang (103,6 m in der Wasserlinie) und 14,5 m breit, hatte 4,34 m Tiefgang und verdrängte 2900 Tonnen (standard) bzw. 3600 t (maximal). Zwei doppelwirkende MAN-Viertakt-Dieselmotoren mit Vulcangetriebe gaben ihr 12.400 PS und eine Höchstgeschwindigkeit von 23 Knoten. Der Aktionsradius betrug 12.000 Seemeilen bei 15 kn Marschgeschwindigkeit. Das Schiff war mit vier 10,5-cm-Geschützen, einer 4-cm-Bofors-Flak, sechs 3,7-cm-Flak und acht 2-cm-Flak bewaffnet. Die Besatzung zählte 225 Mann.

## Einsätze
Das Einsatzgebiet der 3. S-Flottille umfasste das Seegebiet von den Niederlanden bis in den Ärmelkanal. Als die Flottille ins Mittelmeer verlegt wurde, kam die Adolf Lüderitz im November 1941 unter ihrem neuen Kommandanten, Korvettenkapitän d. R. Hans Erasmi, zur neu aufgestellten 8. Schnellboot-Flottille, die im Raum Kristiansand, Stavanger und Vardø in Norwegen operierte. Am 24. Juni 1942 wurde das Schiff der 6. Schnellboot-Flottille zugeteilt und blieb in Norwegen. Am 17. Januar 1943 wurde die Adolf Lüderitz vor Ålesund von dem norwegischen U-Boot Uredd angegriffen, aber die Torpedos verfehlten ihr Ziel. Schließlich wurde das Schiff, seit November 1943 unter Kapitänleutnant Gauland, der 1. Schnellboot-Schulflottille der Schnellboot-Lehrdivision zugeteilt, die ebenfalls in Norwegen eingesetzt war. Am 14. April 1945 wurde das Schiff im Jøssingfjord bei einem Fliegerangriff durch Bomben und Raketen beschädigt. Am Tag der deutschen Kapitulation (8. Mai 1945) befand sich das Schiff in Stavanger, wo es in britische Hände fiel.
Nach dem Krieg wurde die Adolf Lüderitz zunächst im Deutschen Minenräumdienst als Begleitschiff der 4. Minenräumdivision in Kristiansand (Deutsche Marinedienststelle Norwegen) eingesetzt. 1946 wurde das Schiff als Kriegsbeute an die Sowjetunion ausgeliefert, in deren Marine es unter dem Namen Pajserd noch mindestens bis 1964 diente.